# Biserica Buna Vestire din Viștea de Sus
Biserica  Buna Vestire este un monument istoric aflat pe teritoriul satului Viștea de Sus, comuna Viștea.

## Localitatea
Viștea de Sus este un sat în comuna Viștea din județul Brașov, Transilvania, România. Prima mențiune documentară este din anul 1390.

## Biserica
Actuala biserică din zid a fost precedată de o biserică de lemn. De asemenea, pe hotarul satului, la poale de munte, a existat și o mănăstire, incendiată din ordinul generalului austriac Buccov. Locul în care se afla este numit de localnici „Progadia din Grădina Mănăstirii”.
Lucrările de construcție au început în anul 1848. Se păstrează mărturii conform cărora toți locuitorii satului au contribuit la ridicarea lăcașului de cult, fie cu bani, fie cu produse. Preotul Matei M. Vulcan din acea vreme a împrumutat parohia cu o sumă de bani, pentru a sprijini lucrările de construcție. A ajutat cu 100 de galbeni și hangiul Vasile Polmolea din Câmpulung, viștean la origine, care a donat și un clopot.
Biserica are formă de navă, cu altar rotund și turn pe latura de vest. Naosul este despărțit de pronaos printr-un zid de cărămidă, înalt de 80 de centimetri. Biserica este zidită din piatră, cărămidă și var, acoperită cu țiglă. Turnul bisericii a fost construit mai târziu, prin 1856, acoperit inițial cu șindrilă, ulterior cu tablă.
În perioada 1946-1947 biserica a fost pictată în frescă de Iosif Was din București și Ioan Căzilă din Sibiu, în timpul păstoririi preotului Nichita Bălescu.
Biserica a fost renovată de-a lungul timpului de mai multe ori. După ultimele reparații, lăcașul de cult a fost resfințit de Laurențiu Streza, mitropolitul Ardealului, în data de  27 august 2006.
În Viștea de Sus se desfășoară Festivalul de Cântări Religioase „Buna Vestire”. Festivalul este organizat din 2006, în preajma sărbătorii hramului lăcașului de cult și adună coruri bisericești din Țara Făgărașului, dar și din alte părți ale Transilvaniei.

## Imagini

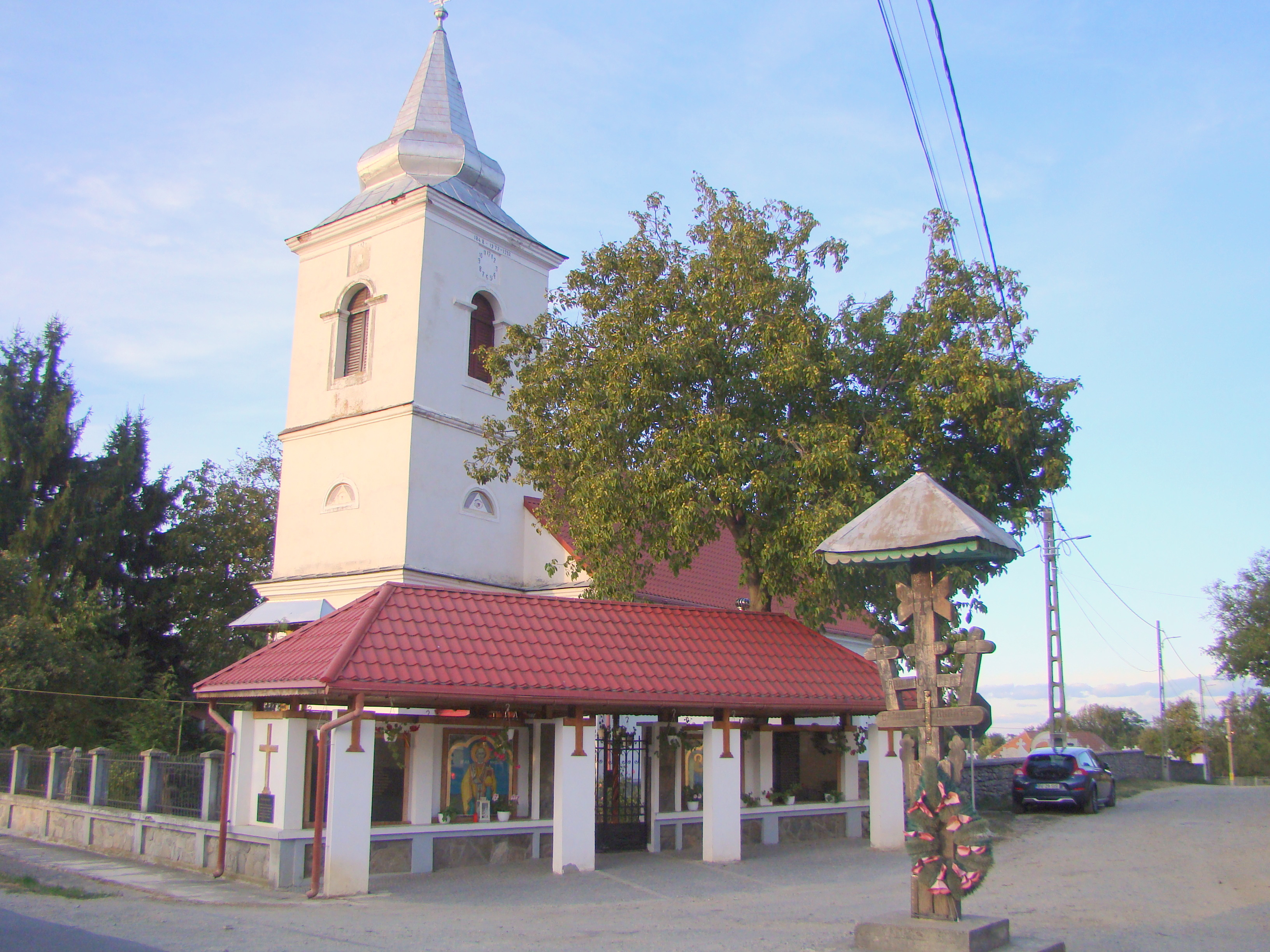
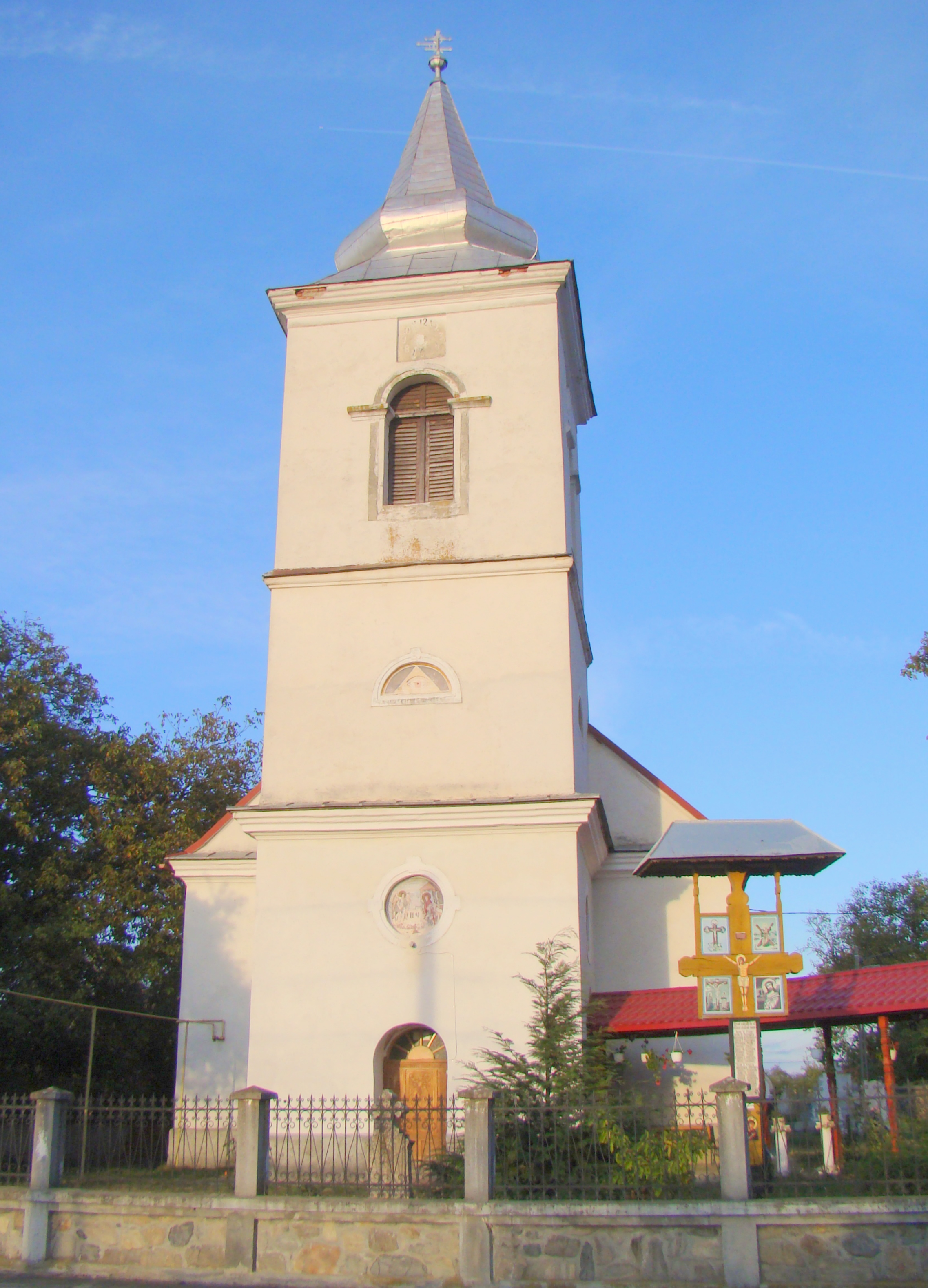
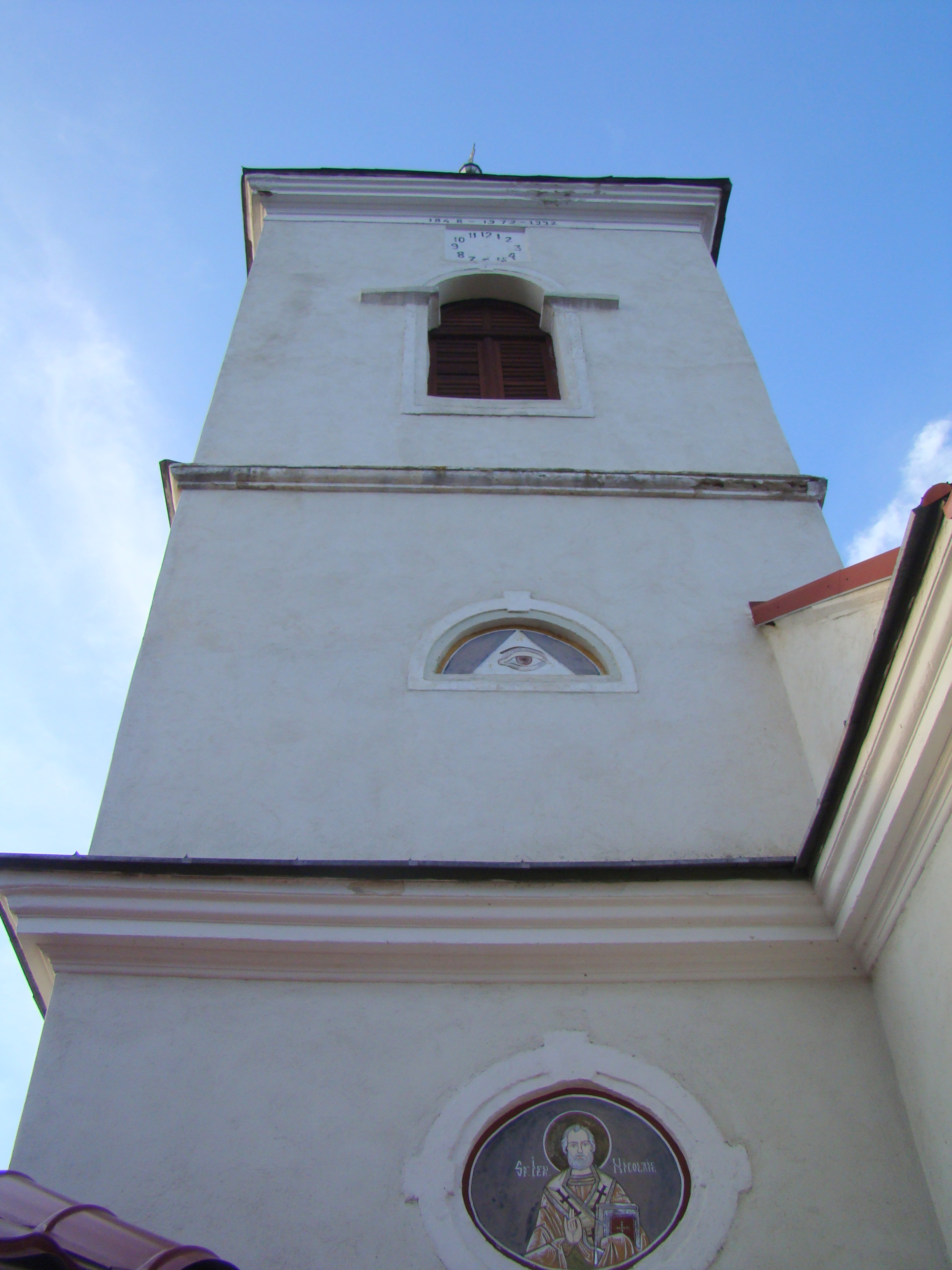
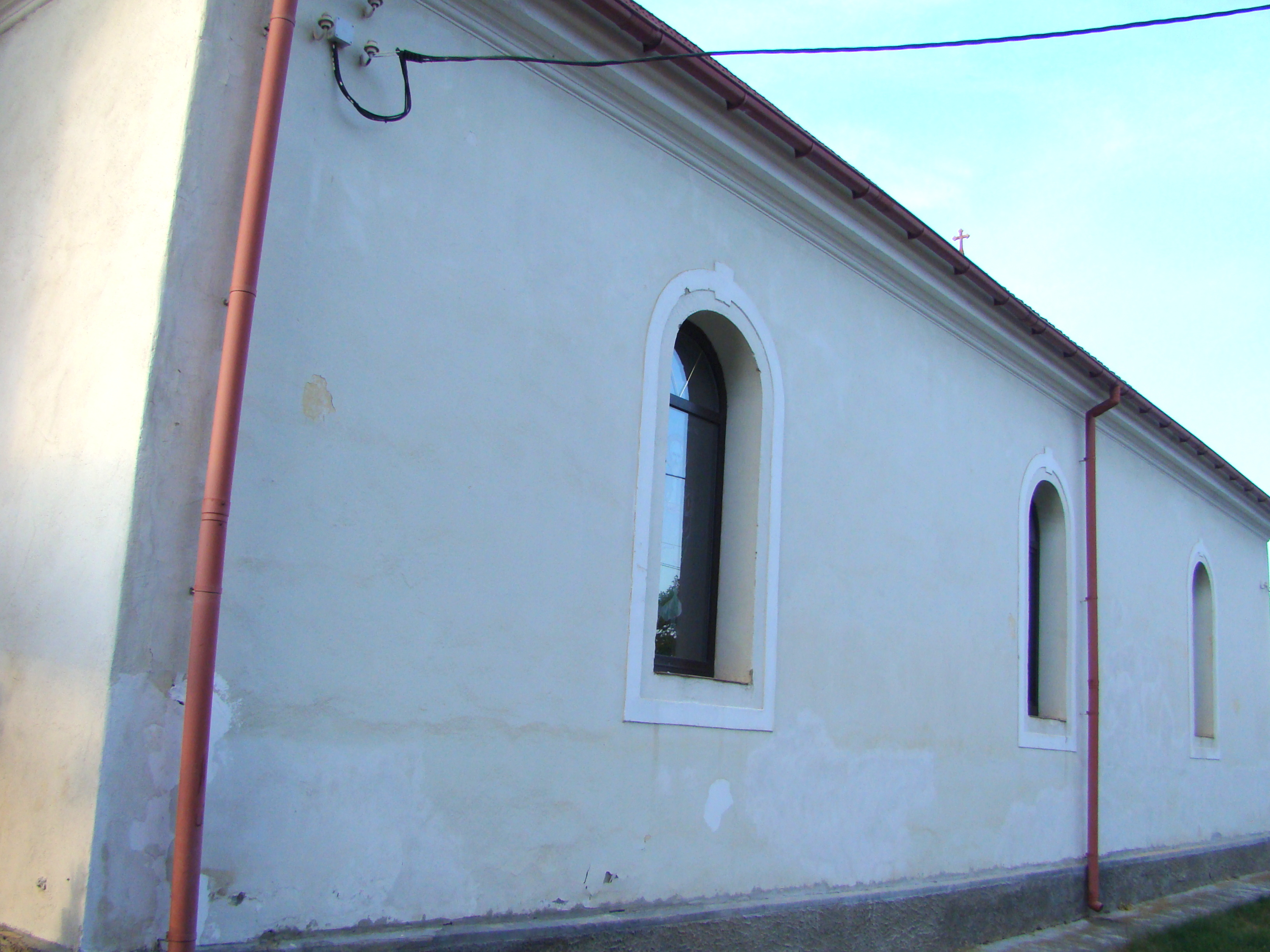
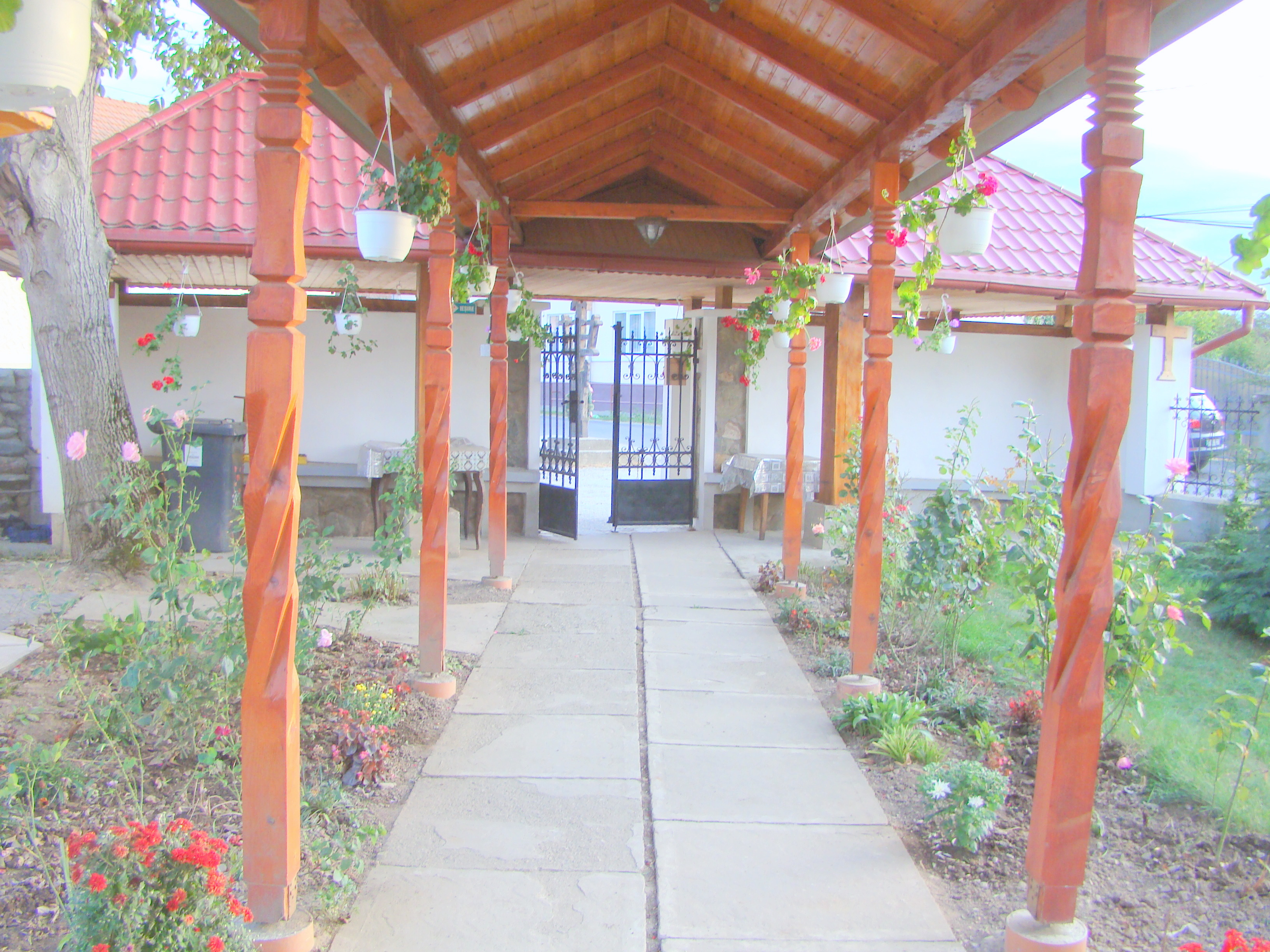
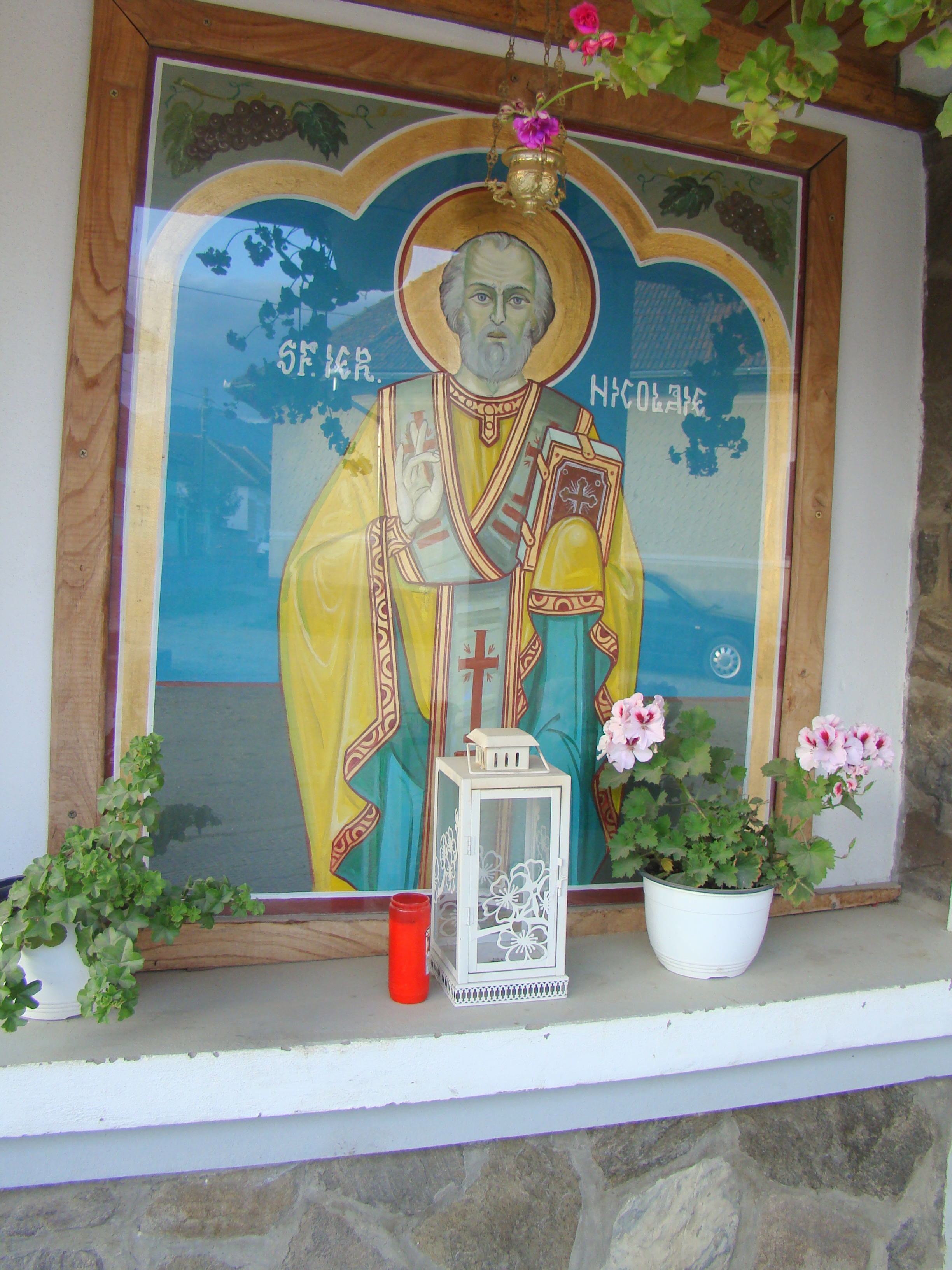
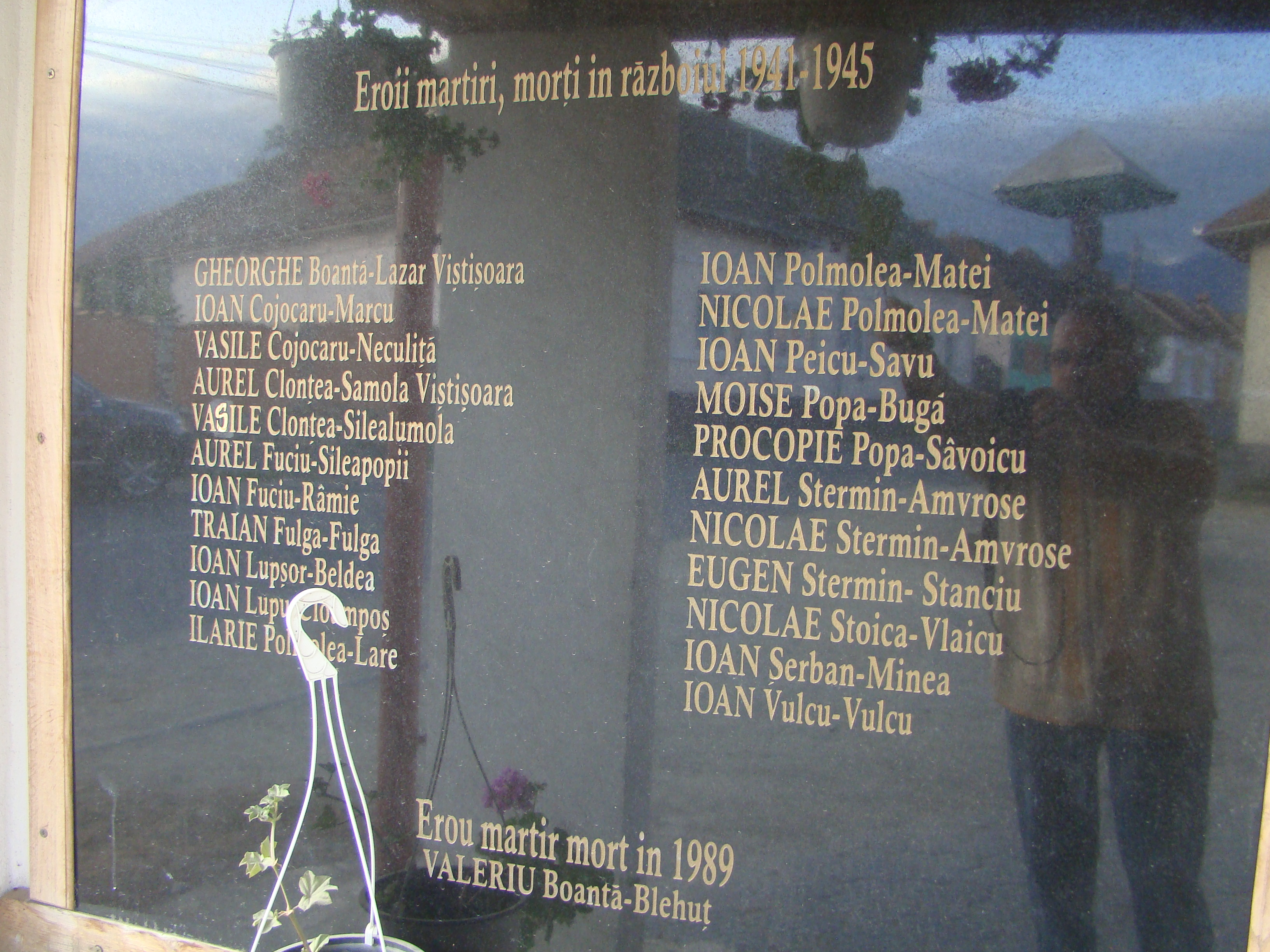
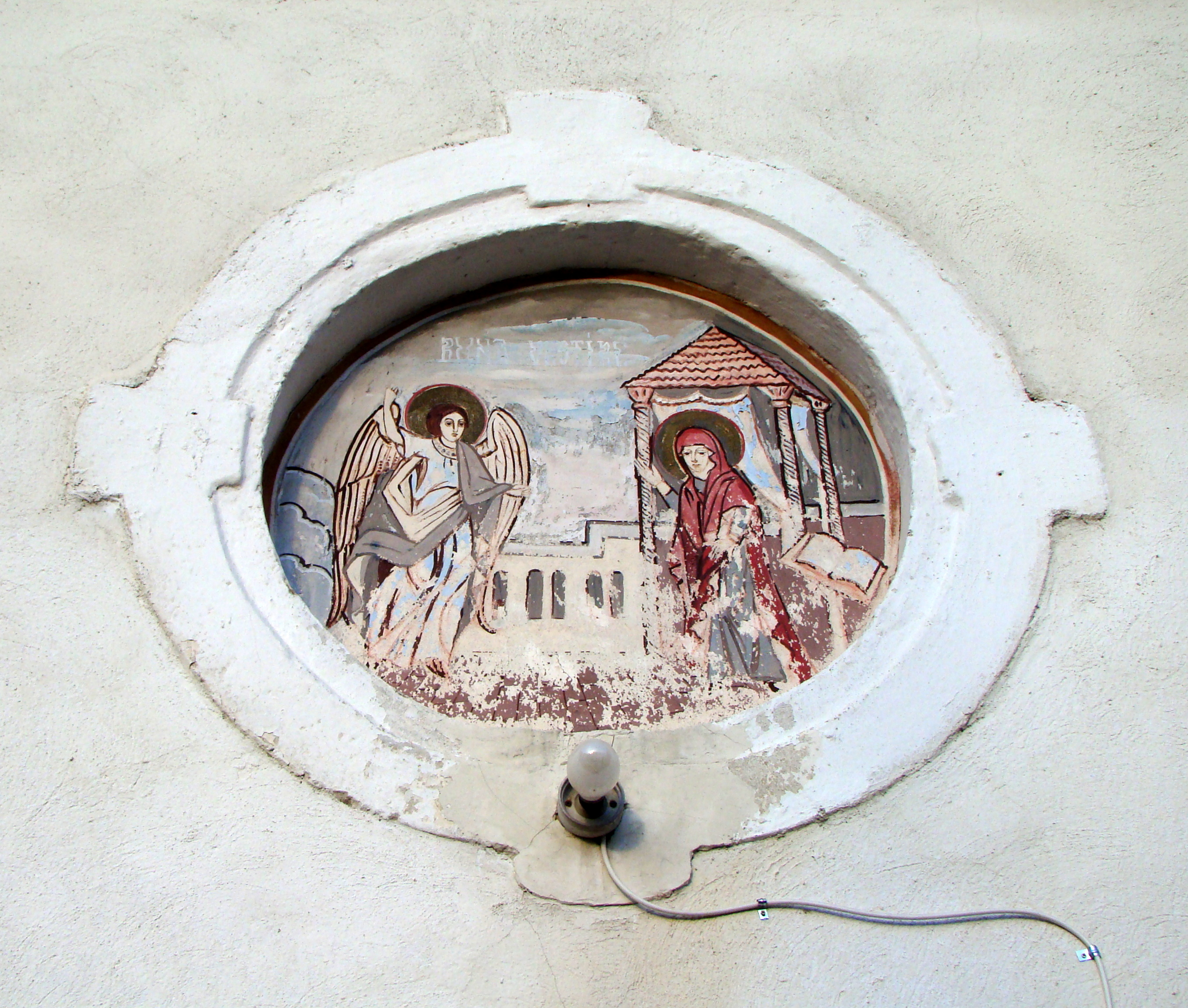
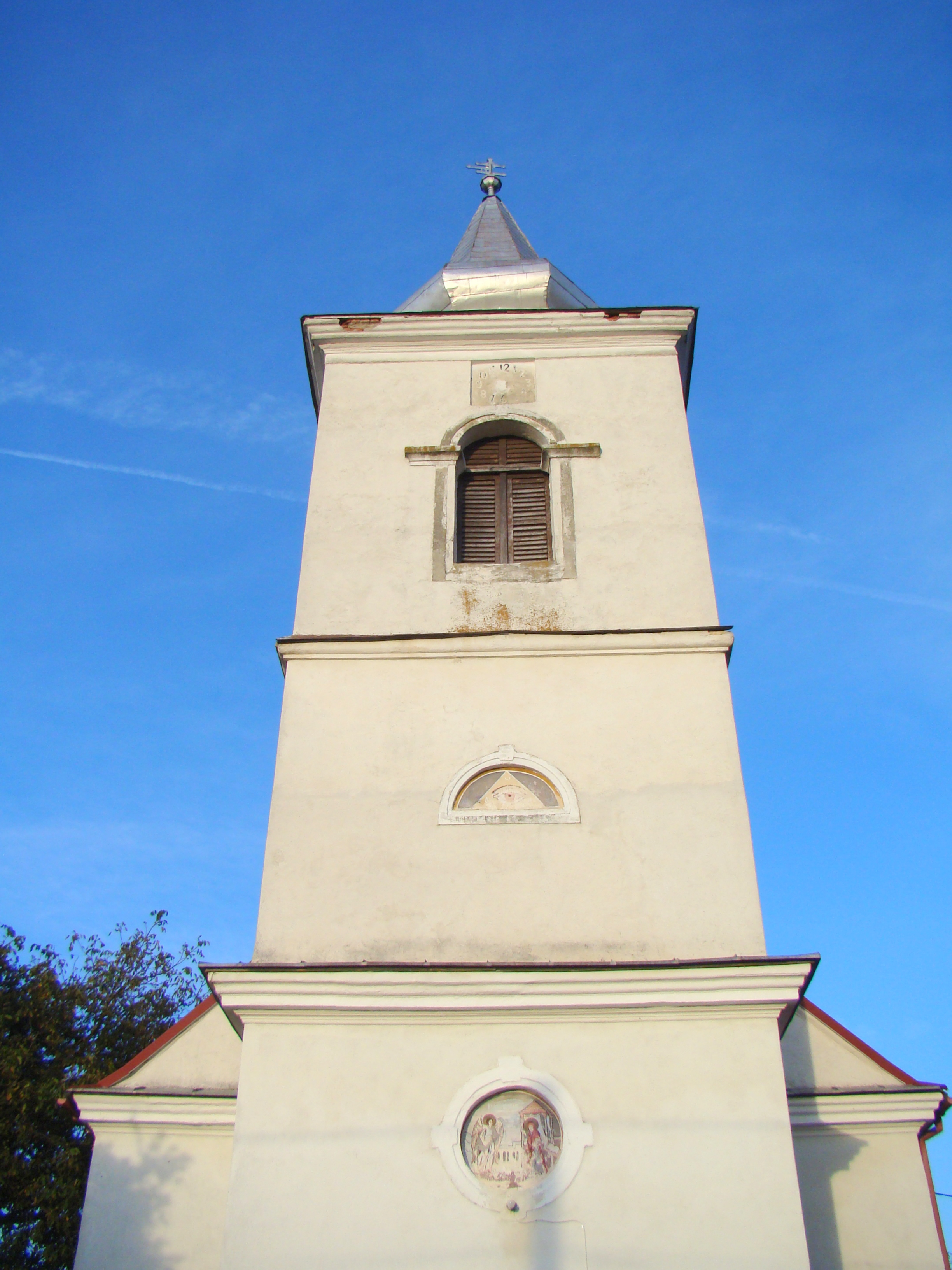
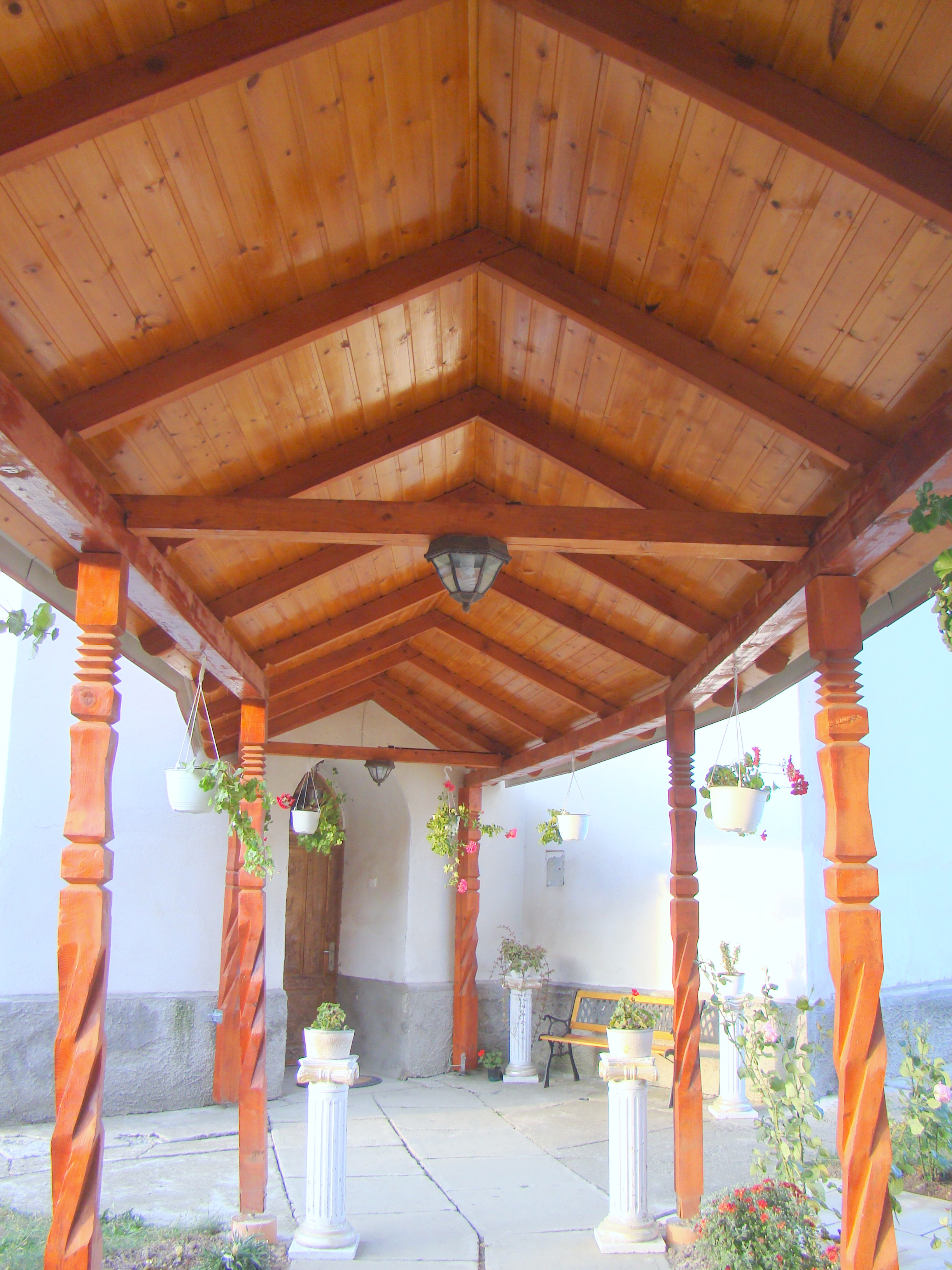
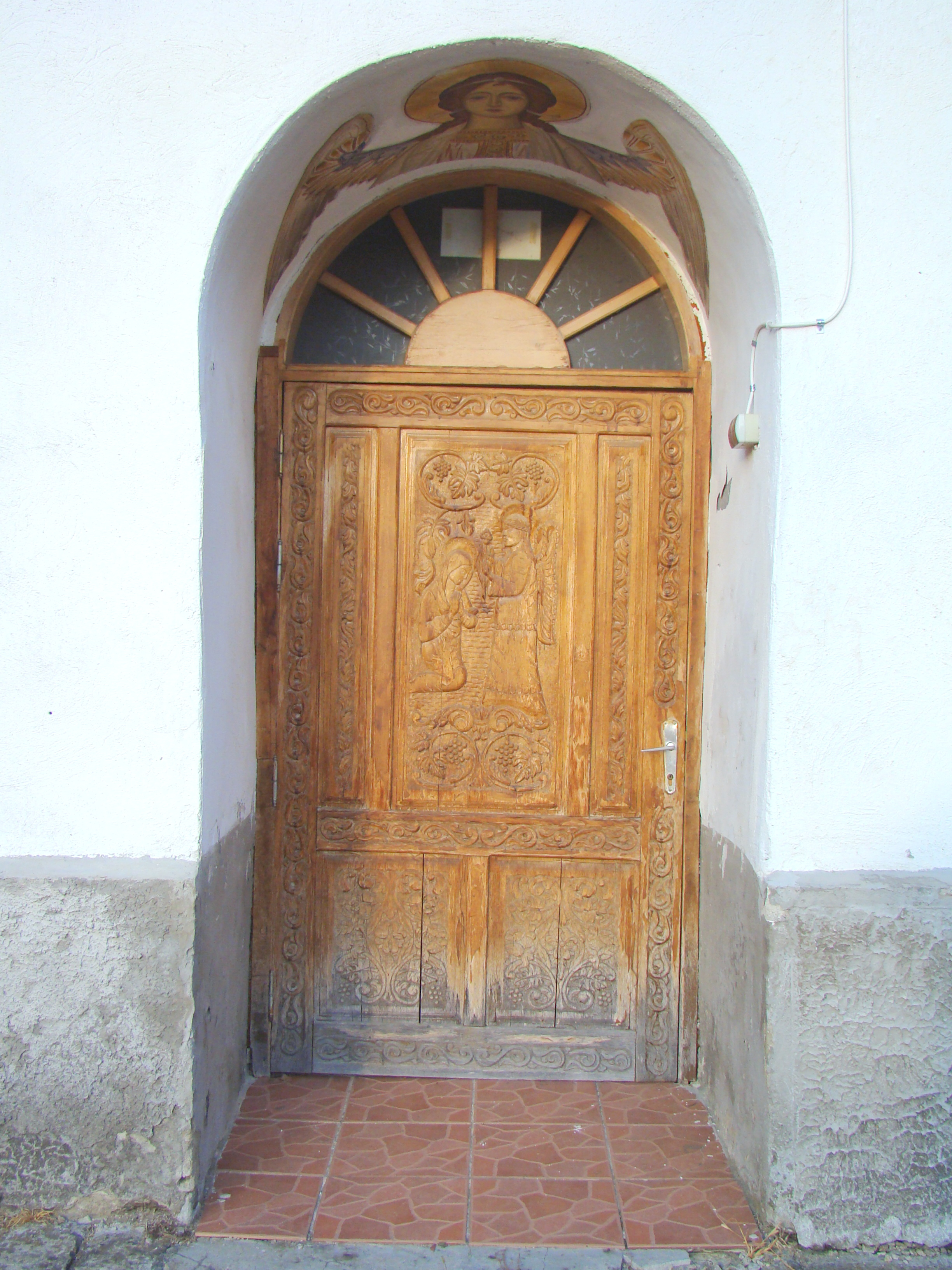
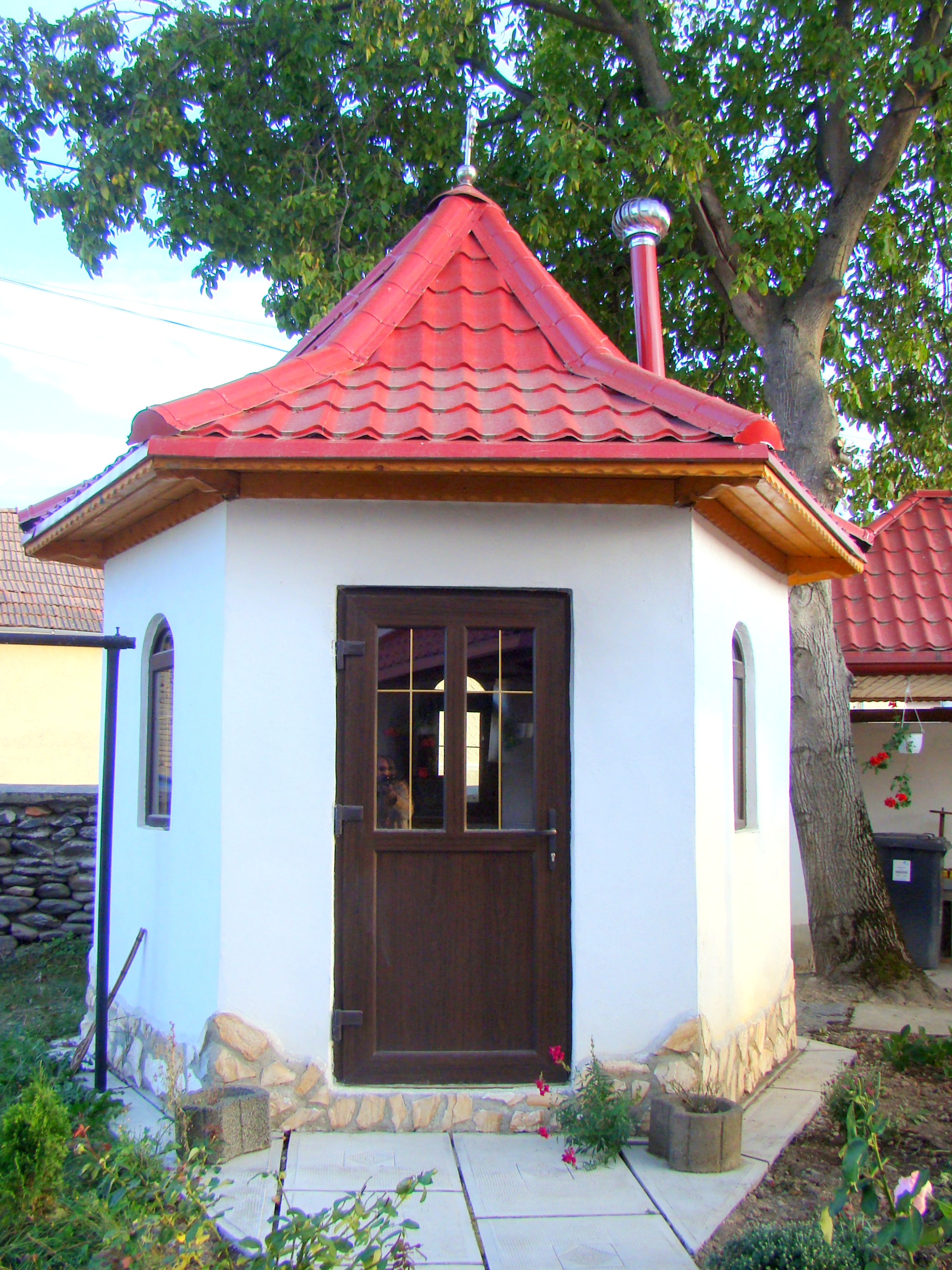
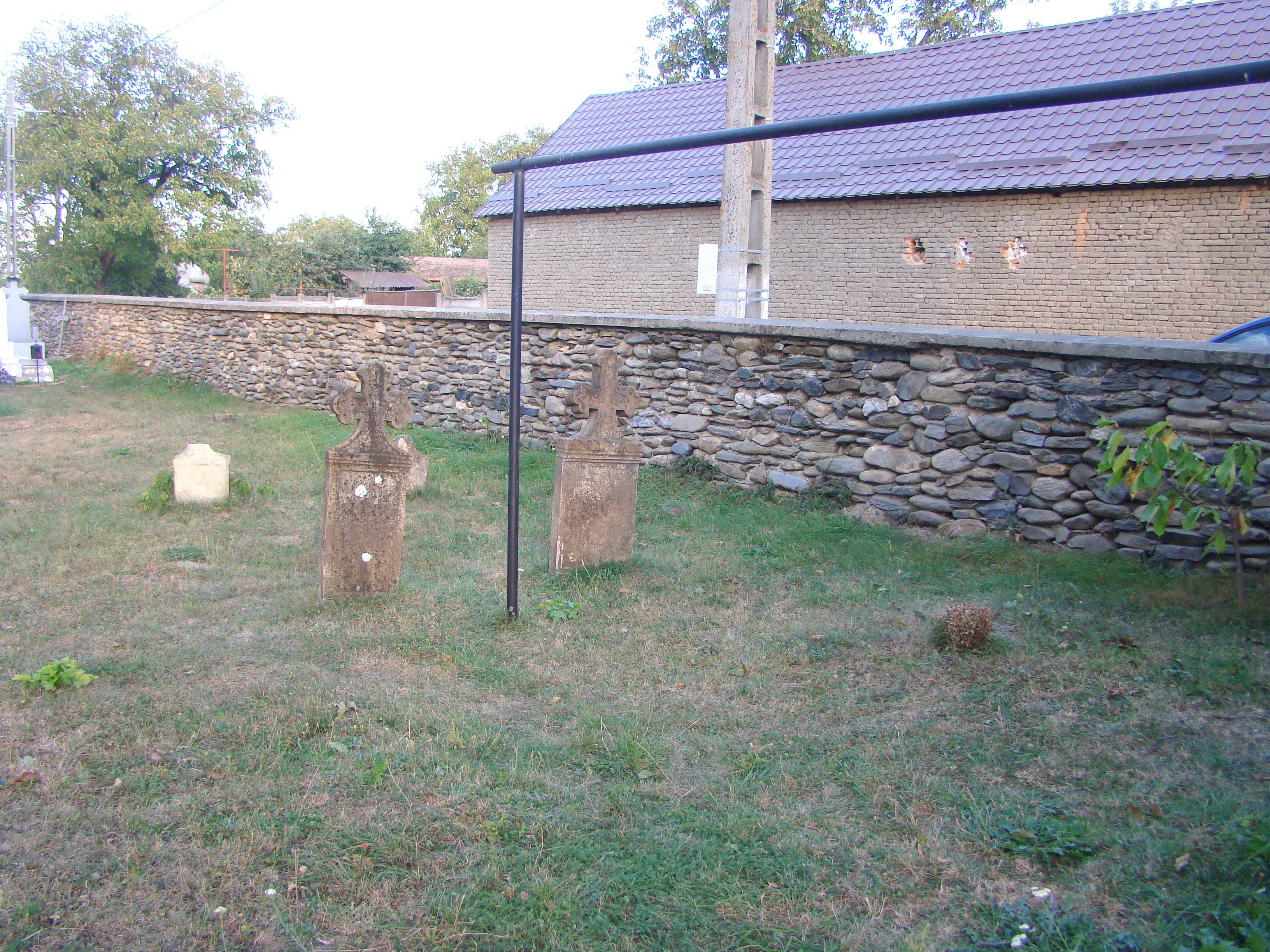
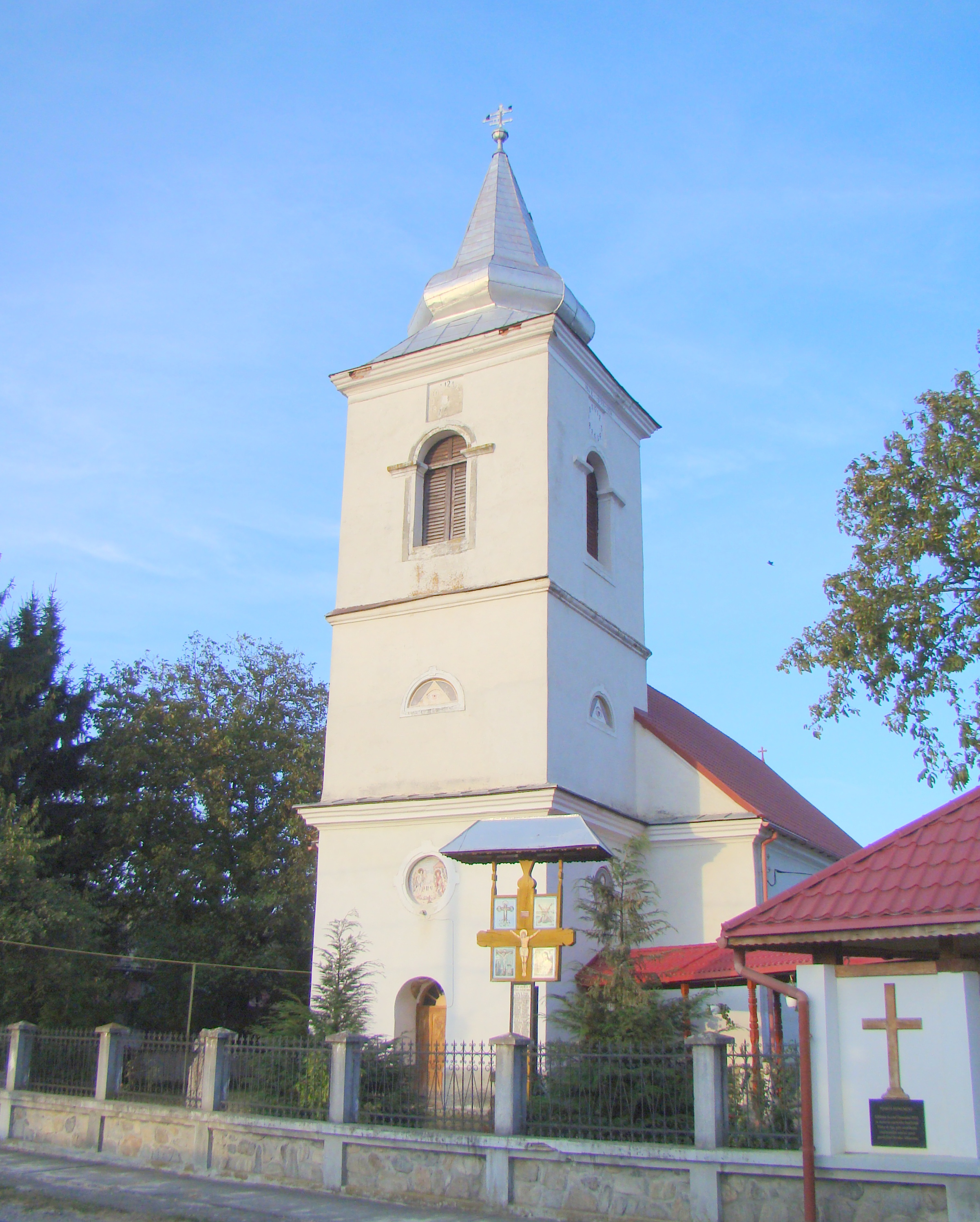
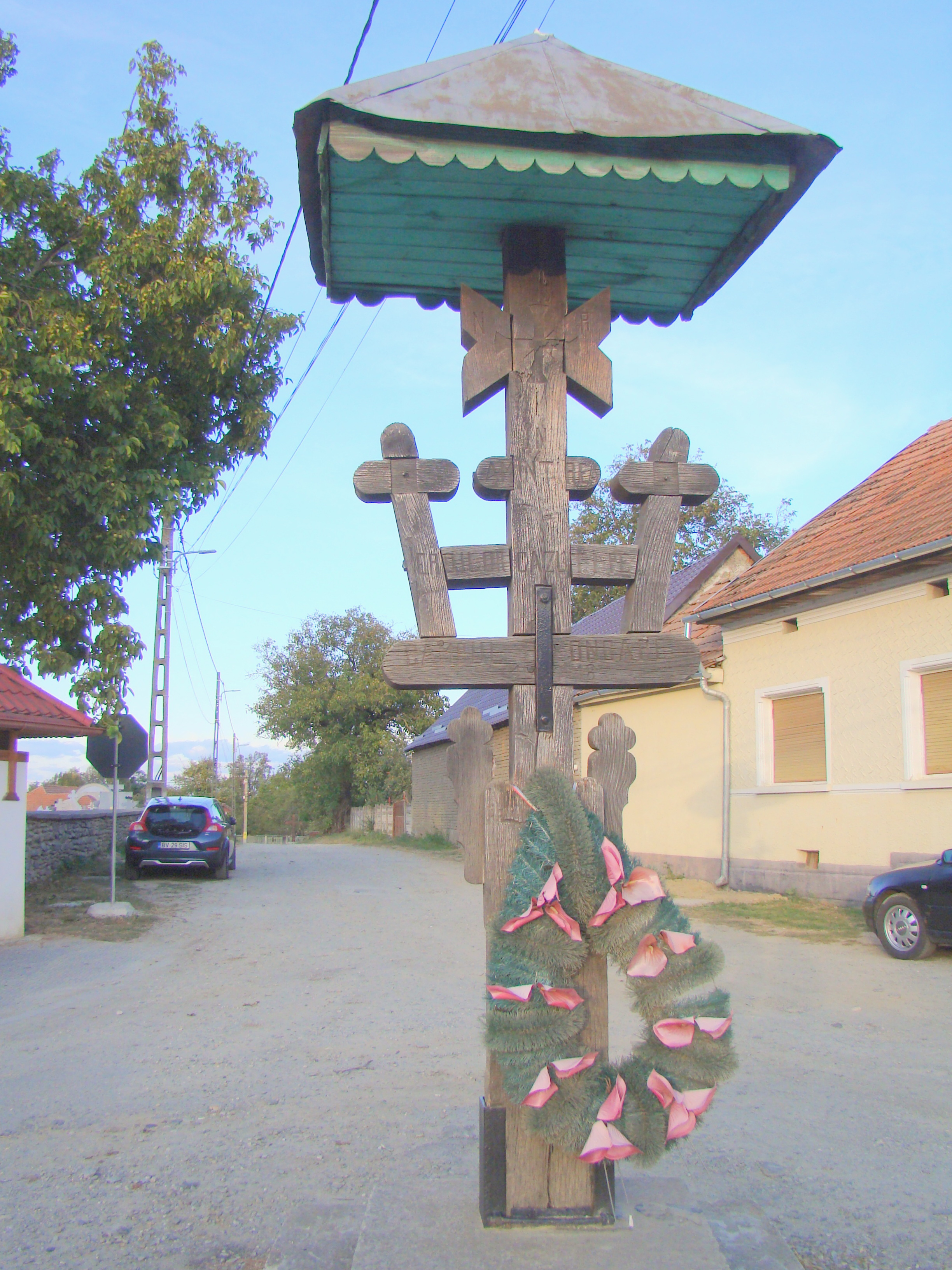
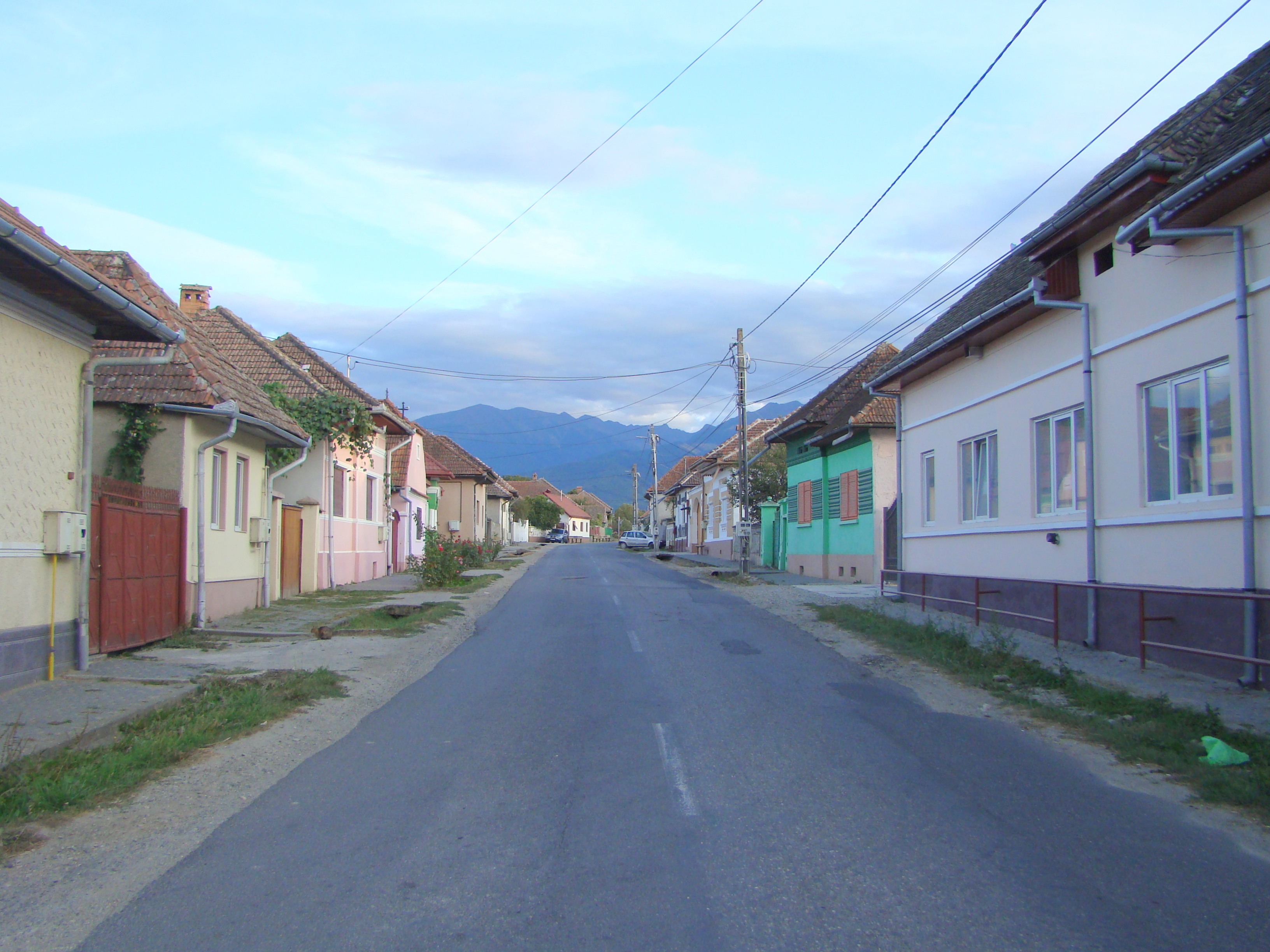